# Paris Gare de Lyon

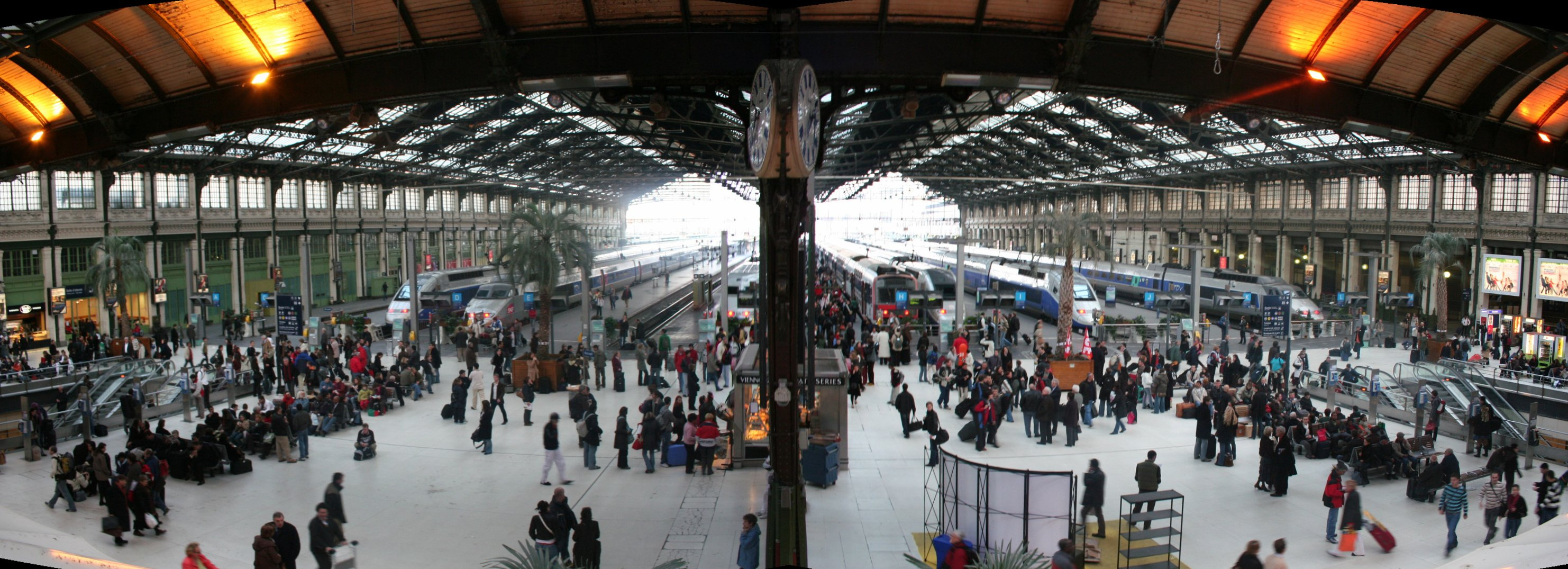
A pályaudvar belülről

Párizs pályaudvarai és célállomásai

A Gare de Lyon, hivatalosan Paris-Gare-de-Lyon, a franciaországi Párizs hat nagy fővonali vasútállomásának egyike. Az SNCF 2018-as becslései szerint évente mintegy 148,1 millió utast kezel, az SNCF vasútvonalakon és az RER D-n mintegy 110 millió, az RER A-n pedig 38 millió utast, így a Gare du Nord után Franciaország második legforgalmasabb állomása, és Európa egyik legforgalmasabb állomása.
Az állomás a 12. kerületben, a Szajna jobb partján, Párizs keleti részén található. Az 1849-ben megnyitott pályaudvar a Párizs-Marseille-vasútvonal északi végállomása. Nevét Lyon városáról kapta, amely számos innen induló távolsági vonat megállóhelye, amelyek többnyire Dél-Franciaországba tartanak. Az állomásról nagysebességű TGV-vonatok indulnak Dél- és Kelet-Franciaországba, Svájcba, Németországba, Olaszországba és Spanyolországba. Az állomást regionális vonatok és az RER is érinti, valamint a Gare de Lyon Métro állomás is itt található.
A fővonali vonatok 32 peronról indulnak két külön csarnokban: Az 1-es csarnok, amely a régebbi vasúti csarnok, A-tól N-ig terjedő betűkkel jelölt vágányokat tartalmaz, míg a 2. csarnok modern kiegészítője 5-től 23-ig számozott vágányokat tartalmaz. A fővonalak alatt további négy peron található az RER számára.

## Története
Lyon vasútállomása 1847-ben épült. Hivatalosan 1849. augusztus 12-én nyitották meg a nagyközönség előtt "Párizsból Montereau-ba tartó vasútállomás" (fr. Embarcadère de chemin de fer de Paris à Montereau) néven. A François-Alexis Cendrier építész által, Haussmann báró irányításával tervezett deszkapálya épülete volt, és építésének idején a francia állam és az első Chemins de fer de Paris à Lyon et à la Méditerranée (PLM) társaság közötti, a kezeléséről szóló döntőbíráskodásra várt. A PLM-nek nem tetszett, hogy a Mazas börtön az állomás mellett épült. A társaság azt remélte, hogy a vasúti mellékvonalat a Place de la Bastille-ig meghosszabbíthatja. Ehelyett azonban a Lyon utcát (fr. Rue de Lyon) fektették le az állomás és a Place de la Bastille között. Az állomást a vasúti forgalom növekedésével többször bővítették.
Mivel az állomás alkalmatlanná vált a további bővítésre, 1855-ben François-Alexis Cendrier építész tervei alapján felépült a Gare de Lyon második épülete. Az új épületet az újonnan alapított Paris à Lyon (PL) vasúttársaság üzemeltette. Az állomást egy hat-nyolc méter magas töltésre építették, hogy megvédjék a Szajna áradásaitól. Mindössze öt vágánya volt, és egy 220 méter hosszú és 42 méter széles nagy csarnokot foglalt el. Az érkezési csarnok bejáratától jobbra egy oszlopcsarnok kötötte össze magát az állomást a Bâtiment X-szel, a központi adminisztrációs épülettel a Mazas körút felé eső oldalon. Az állomás az 1871-es párizsi kommün idején részben leégett, majd később újjáépítették.
1887. július 8-án Georges Boulanger tábornok Párizsból való távozása tüntetést váltott ki: 8000 ember megrohamozta a pályaudvart, és "Il reviendra" (Vissza fog térni) plakátokkal borította be a vonatot, és másfél órával késleltette annak indulását.
1900-ra, az 1900-as világkiállításra elkészült a Gare de Lyon tizenhárom vágányos új épülete, amelyet Marius Toudoire touloni építész tervezett, és amelyet Jean-Baptiste Olive marseille-i művész nagyméretű freskója díszített, amely néhány olyan várost ábrázolt, ahová vonattal lehetett eljutni erről az állomásról. 1901. április 6-án Émile Loubet, a Harmadik Köztársaság elnöke avatta fel.
Több szinten is a kor építészetének klasszikus példájaként tartják számon. A legfigyelemreméltóbb az állomás egyik sarkán álló nagy óratorony, amely stílusában hasonlít a Westminster-apátság óratornyához, ahol a Big Ben található. Az állomáson található a Le Train Bleu étterem, amely 1901 óta szolgál fel italokat és ételeket az utazóknak és más vendégeknek díszesen díszített környezetben.
1988. június 27-én a Gare de Lyon-i vonatbalesetben egy elszabadult vonat egy álló, csúcsforgalomban közlekedő vonatba ütközött, 56 ember meghalt és további 55 megsérült. 2020. február 28-án tűz ütött ki, amelyet állítólag kongói tüntetők gyújtottak. Az állomást teljesen kiürítették.
A BBC 2013-ban beválasztotta a világ tíz legszebb vasútállomásai közé.

## Kapcsolata más pályaudvarokkal
Párizs egyéb pályaudvarait az alábbi tömegközlekedési módokon érhetjük el:
- Paris Gare du Nord – a párizsi RER D vonalán;
- Paris Gare de l’Est – a párizsi RER D vonalán, majd gyalogosan;
- Paris Gare de Bercy – a párizsi metró 4-es vonalán Châtelet állomásig, majd onnan a 14-es metróval;
- Paris Gare d’Austerlitz – gyalogosan 10 perc sétával vagy a 63-as autóbusszal
- Paris Gare Montparnasse – a párizsi metró 4-es vonalán Montparnasse – Bienvenüe metróállomástól gyalogosan;
- Paris Gare Saint-Lazare – a párizsi metró 14-es vonalán

## Képgaléria

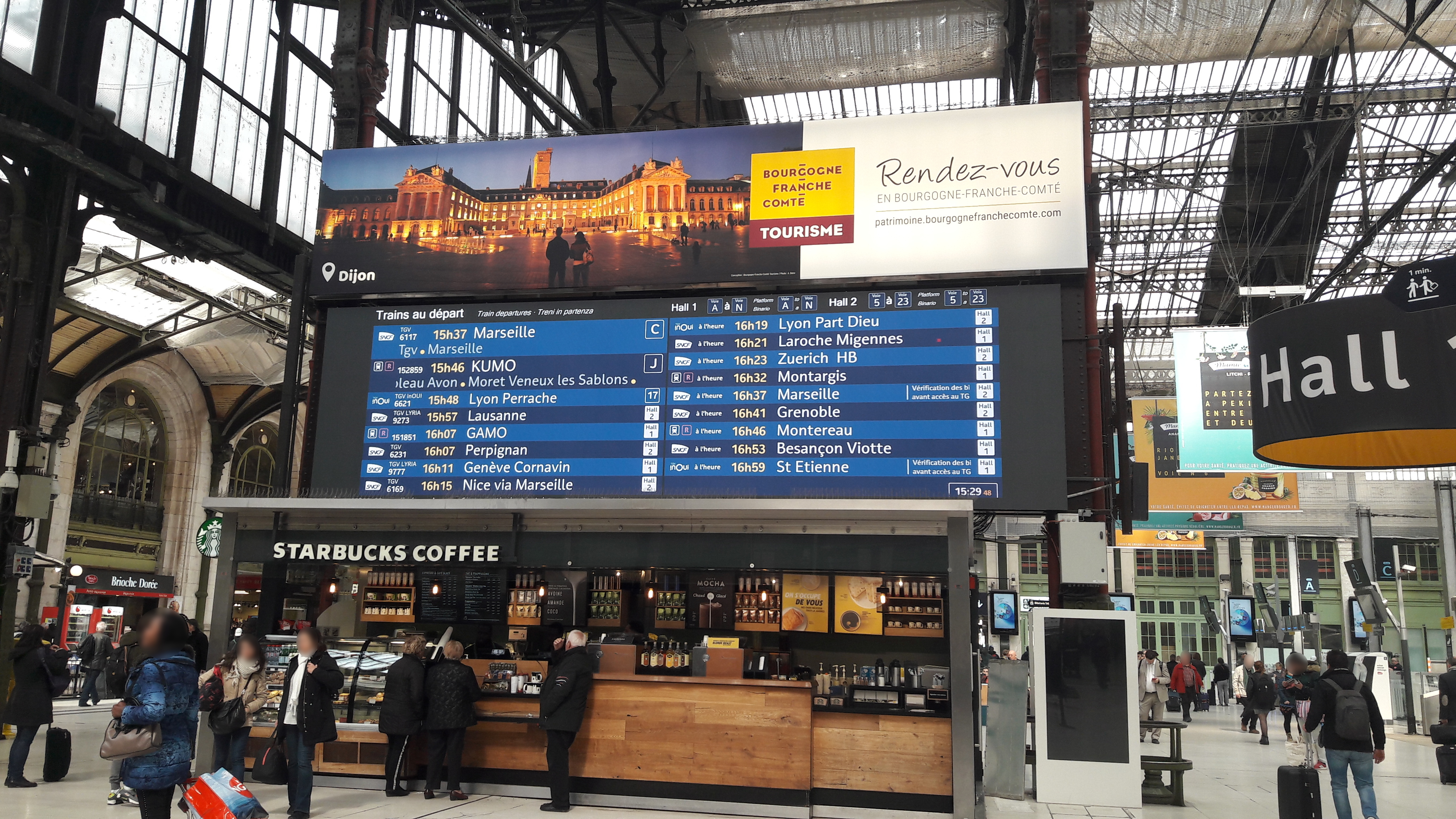
Utastájékoztató tábla
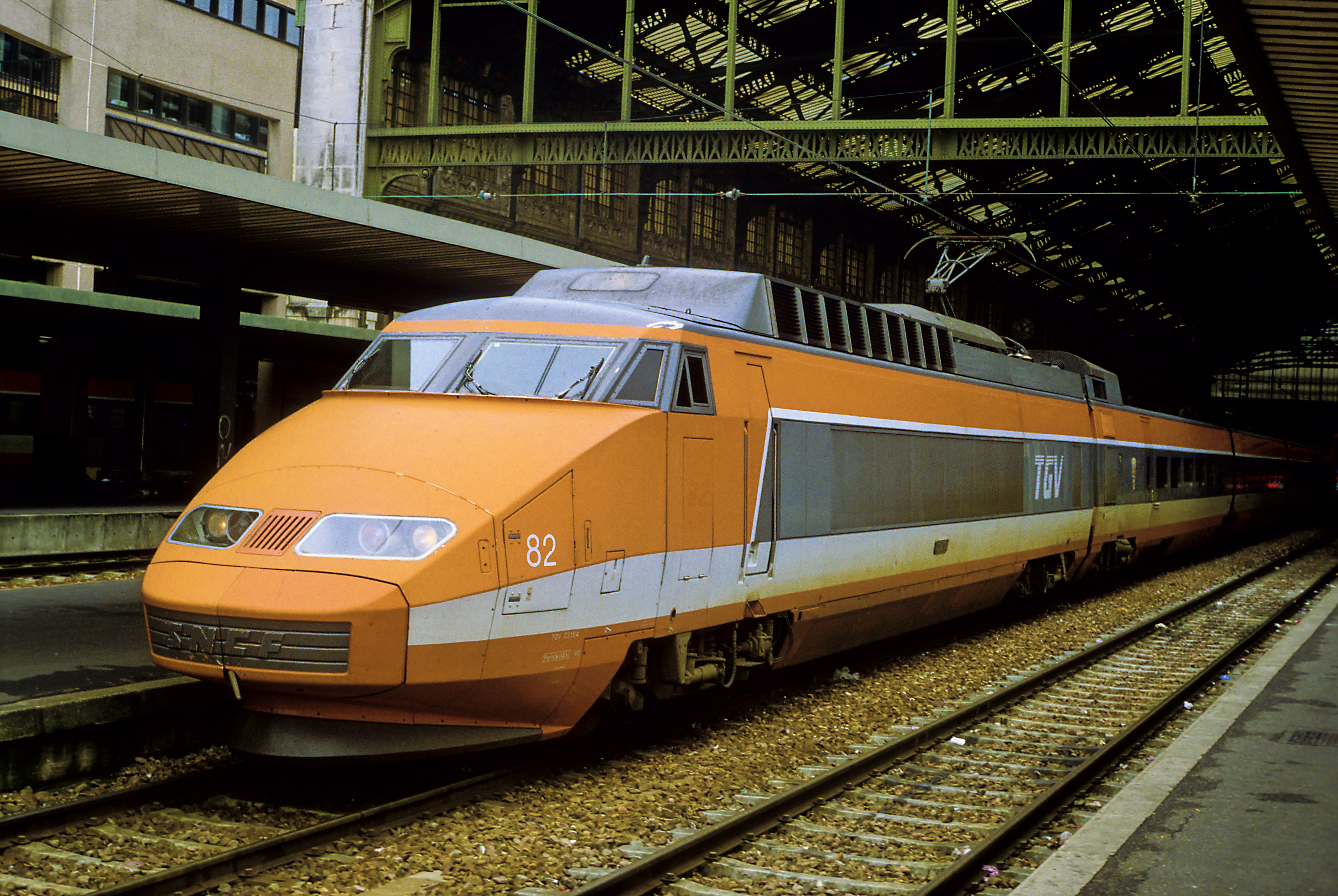
TGV motorvonat az állomáson 1992-ben
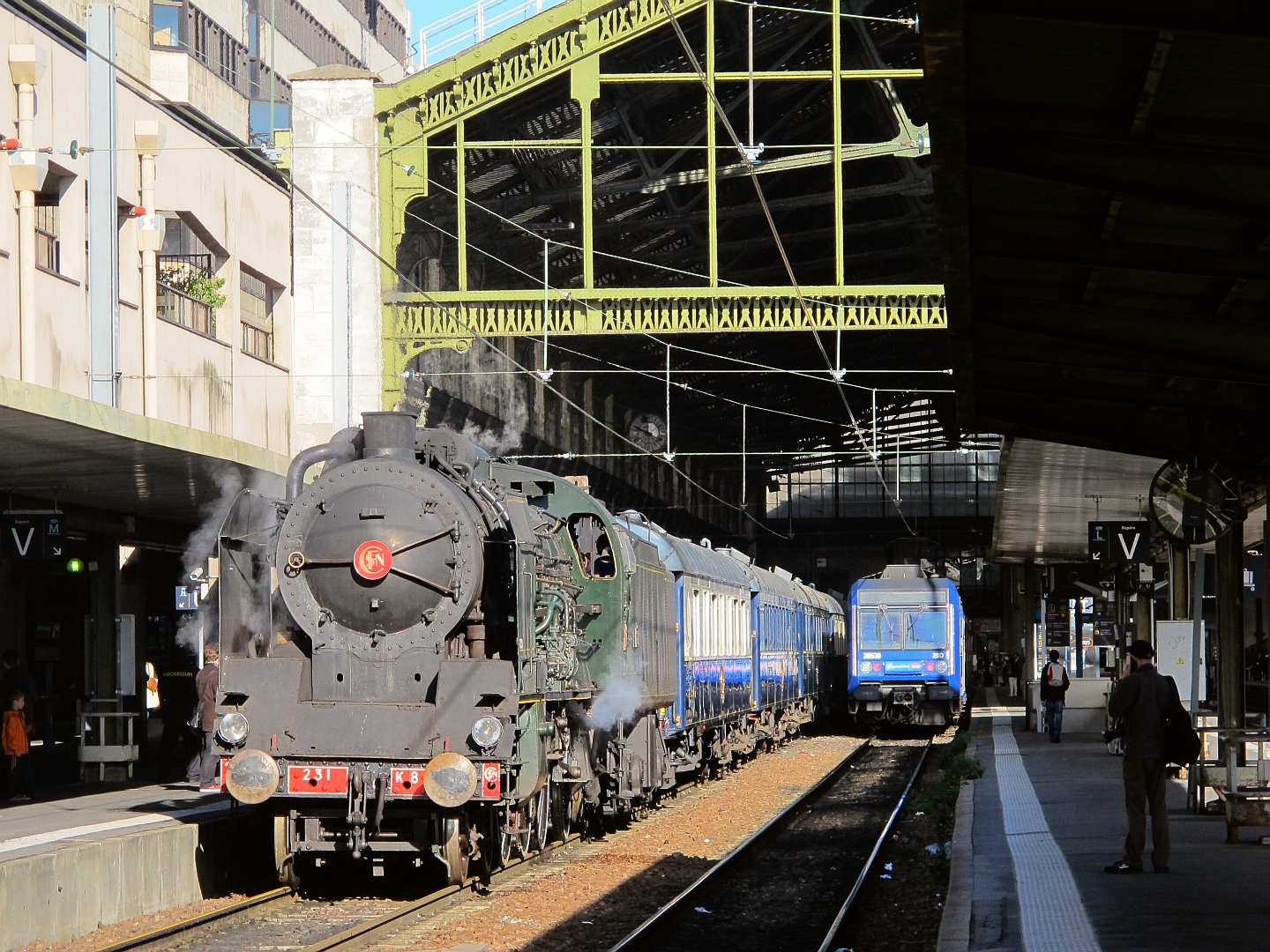
Gőzmozdony az állomáson 2013-ban
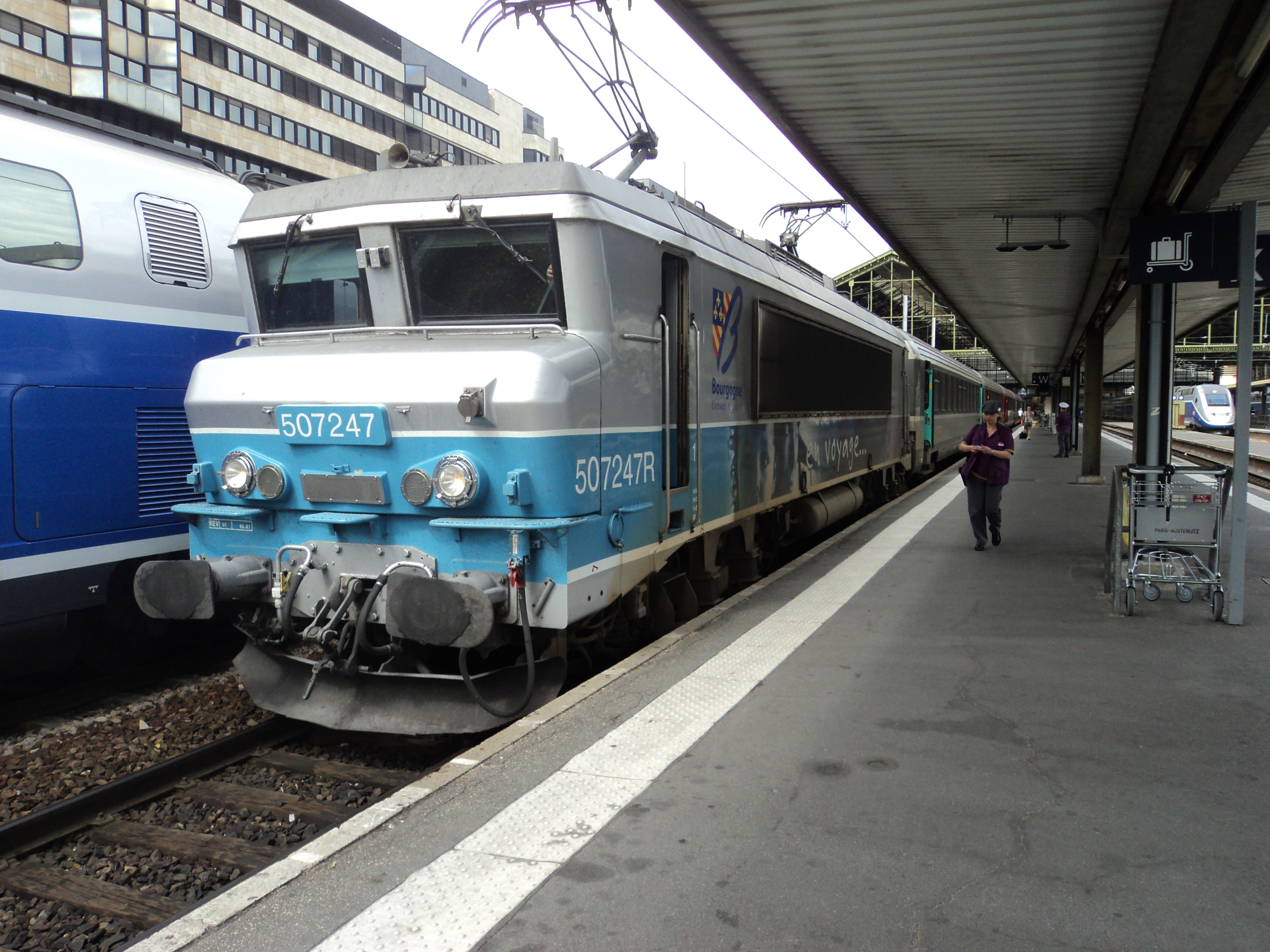
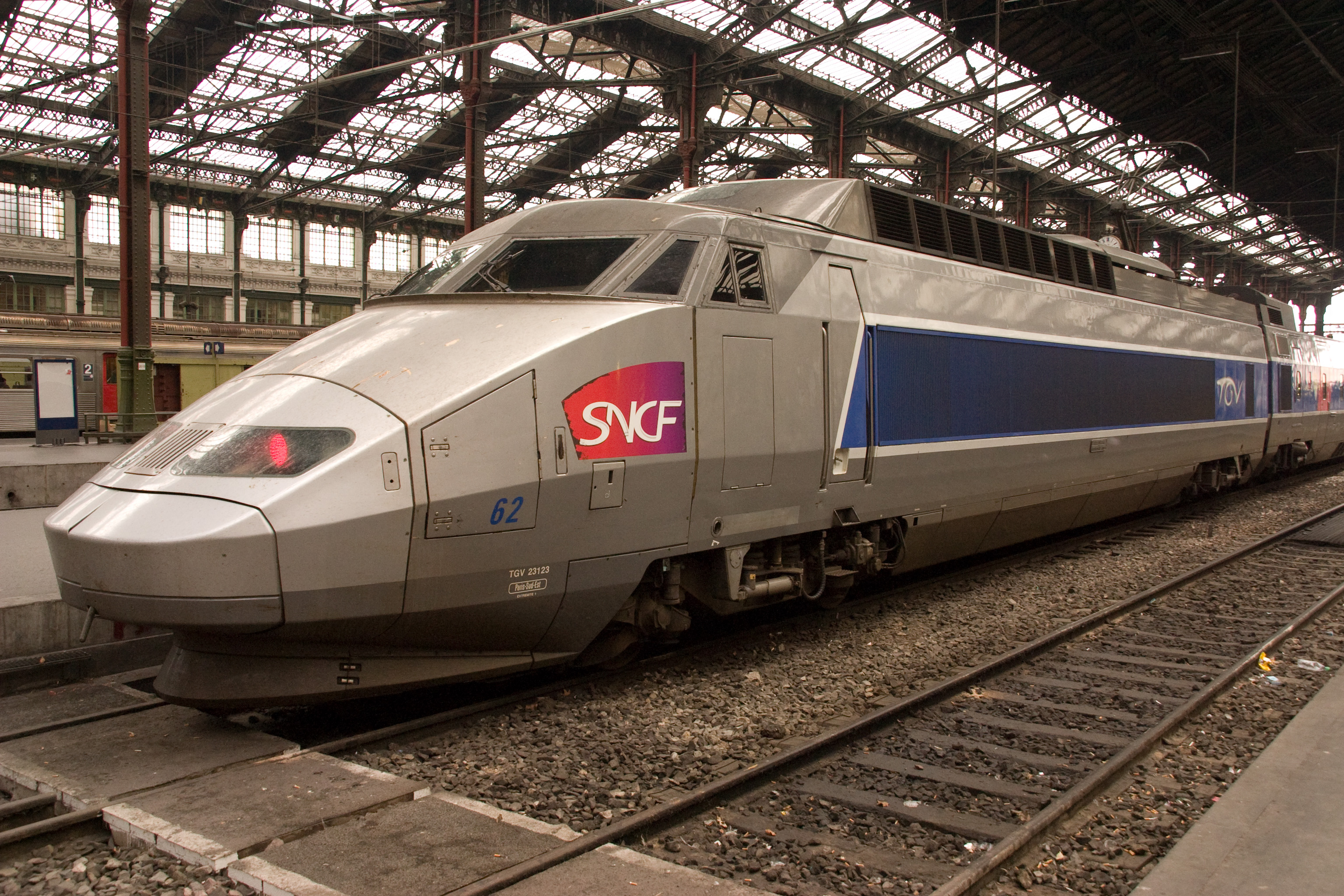
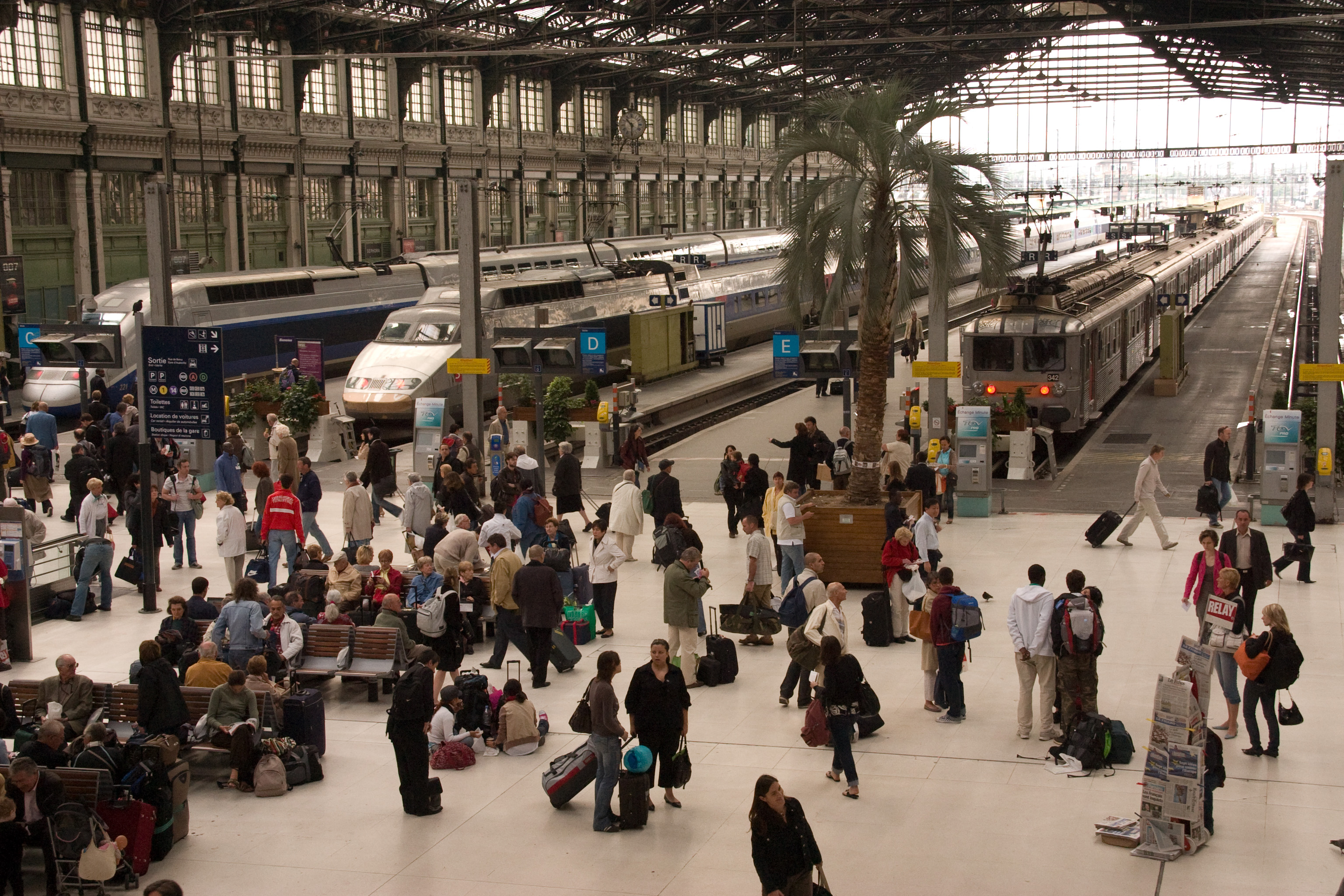
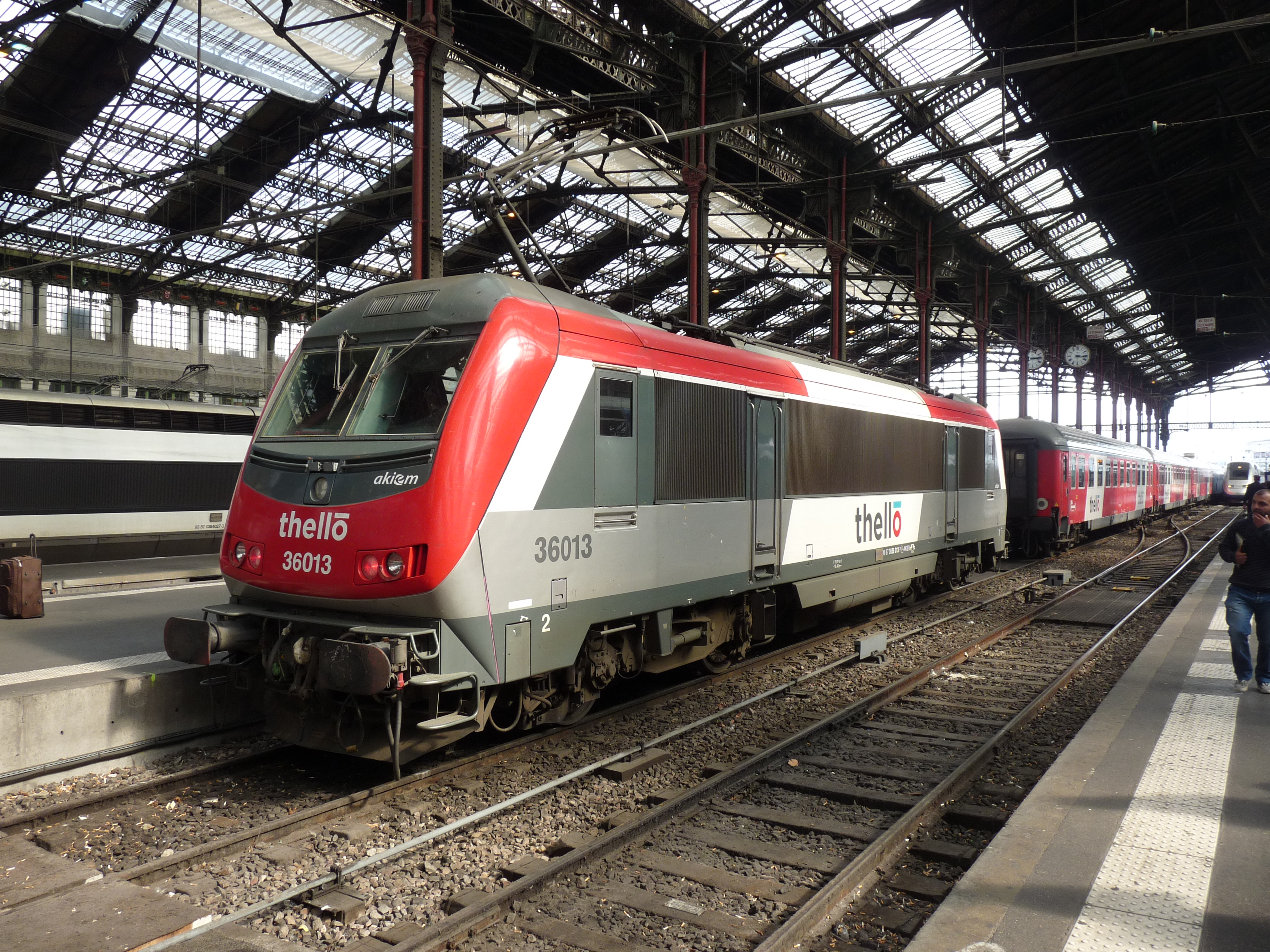
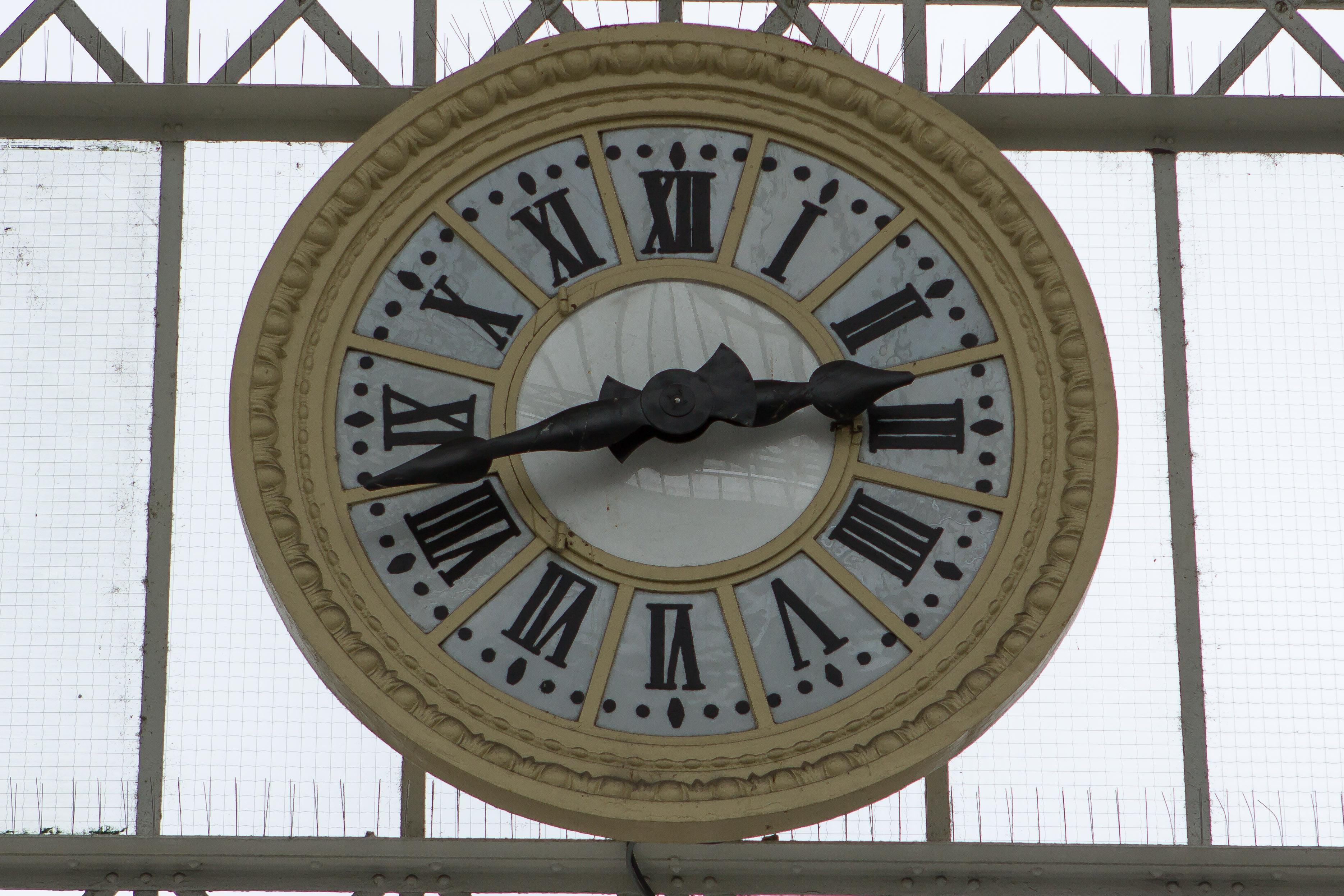
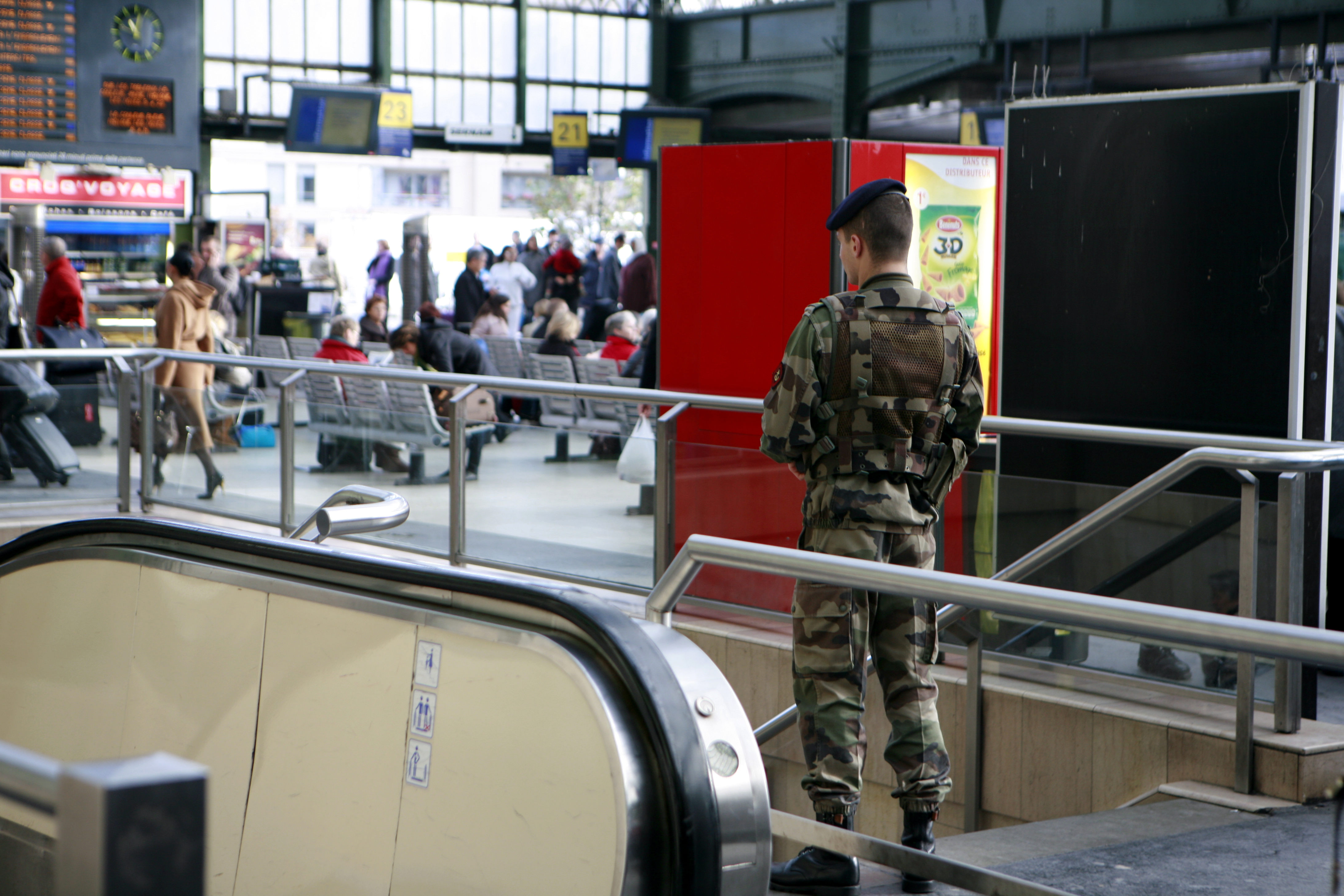